# Integració europea

Estat de l'ampliació
UE: Estats membres de la Unió Europea.
Candidats oficials: Turquia, Macedònia del Nord, Islàndia, Montenegro, i Sèrbia.
Candidats potencials: Bòsnia i Hercegovina i Kosovo (MINUK).

Les Comunitats Europees, fundades els anys 50 del segle xx, comptaven originàriament amb sis Estats fundadors. La Unió Europea (UE) és el resultat de la l'ampliació de continguts dels antics tractats constitutius de les Comunitats Europees i de les successives ampliacions o integracions amb l'adhesió de nous Estats membres. Per això, ha crescut fins als 27 membres, i diversos estats més han sol·licitat la seva adhesió o s'espera que ho facin els propers anys.
Per a la incorporació d'un Estat europeu a la Unió Europea, aquell ha de complir unes condicions econòmiques i polítiques conegudes com els criteris de Copenhaguen, per haver-se pres el corresponent acord en ell Consell Europeu de 1993 celebrat [a | en] la capital danesa.
Ara bé, la bandera de la Unió Europea —cercle de dotze estrelles grogues sobre fons blau—va ser adoptada per l'aleshores Comunitat Econòmica Europea el 1985, i el seu nombre d'estrelles ha estat i serà invariablement dotze, és a dir, no té relació amb el nombre d'estats de la Unió.

## Història de l'ampliació de la Unió Europea
La Unió Europea, i anteriorment la Comunitat Europea, ha anat creixent al llarg del temps. Al llarg de la història la Unió ha viscut sis processos d'ampliació, set si es compta la reunificació alemanya, els quals es poden observar a la següent taula: 
| Sigla * | Detalls | Mapa  |
| --- | --- | ----- |
| CEE-6 (1957-1972) | El 1958, els sis estats fundadors de Comunitat Europea del Carbó i de l'Acer (Bèlgica, República Federal Alemanya, França, Itàlia, Luxemburg i els Països Baixos), van constituir la Comunitat Econòmica Europea i la Comunitat Europea de l'Energia Atòmica. El 1962 es va retirar Algèria la qual era fins llavors part de l'Imperi colonial francès. | CEE-6 |
| CE-9 (1973-1980) | El 1973, es van incorporar Gran Bretanya, Irlanda i Dinamarca (inclosa Groenlàndia i excloses les illes Fèroe). | CE-9  |
| CE-10 (1981-1985) | El 1981, es va incorporar Grècia. El 1985 es va retirar Groenlàndia com a conseqüència del referèndum de 1982. | CE-10 |
| CE-12 (1986-1994) | El 1986, es van incorporar Espanya i Portugal. | CE-12 |
| UE-12 (1990) | Eln 1990, la unió de la República Federal Alemanya i la República Democràtica Alemanya (RDA) en una nova RFA unificada, constitueix una ampliació de la Unió sense que augmenti el nombre d'estats membres. Comença a usar-se formalment, a l'any 1993, el terme la Unió Europea.                                                                       | UE-12 |
| UE-15 (1995-2004) | El 1995, es van incorporar Àustria, Finlàndia i Suècia. | UE-15 |
| UE-25 (2004-2006) | L'1 de maig de 2004, es van incorporar República Txeca, Xipre (solament la part grec- xipriota), Eslovàquia, Eslovènia, Estònia, Hongria, Letònia, Lituània, Malta i Polònia. | UE-25 |
| UE-27 (2007-2013) | El 2007, es van incorporar Romania i Bulgària. | UE-27 |
| UE-28 (2013 - actualitat) | L'1 de juliol de 2013, es van incorporar Croàcia. L'1 de gener del 2014 es va ampliar també la UE, encara que sense ampliar el nombre d'estats membres, ja que Mayotte va passar a formar part de la Unió Europea com la novena regió ultraperifèrica, després del referèndum del 2009.                                                                 | UE-28 |
| (*) Aquestes sigles i les seves variants en altres llengües (EEC-6, EU-15 etc.), han estat utilitzades per diferents medis. També acostuma a utilitzar-se les expressions: «Europa dels sis», «Europa dels nou» i successivament en correspondència amb el nombre de membres. Nota: Llevat de menció contrària, tots els estats s'han incorporat un 1 de gener. | |       |

Ampliació, 1957 a 2007

El 1989 es va crear el programa Phare, per recolzar financerament els països candidats a l'adhesió a la Unió d'Europa de l'Est; facilitant-los mitjans per modificar els seus sistemes econòmics perquè aquests siguin compatibles amb la resta dels països de la UE. Així, el programa Phare es va convertir en una eina per ajudar els països candidats a complir amb els criteris d'adhesió, els anomenats criteris de Copenhaguen.
Els criteris de Copenhaguen, aprovats pel Consell de Copenhaguen de 1993, estableixen quan un país candidat està llest per adherir-se a la Unió. Entre els principals criteris estan els següents: 
- Ésser un estat Europeu.
- Tenir institucions estables que garanteixin la democràcia, l'Estat de Dret, els drets humans i el respecte de les minories.
- L'existència d'una economia de mercat viable i la capacitat per fer front a la competència i les forces del mercat dintre de la Unió.
- La capacitat per recolzar les obligacions d'adhesió, inclosa l'adhesió a la unió política, econòmica i monetària.

El desembre del 1995, en el Consell Europeu de Madrid es van tornar a formular els criteris d'accés, ja que es va introduir l'exigència que els nous membres han d'adaptar les seves estructures administratives i jurídiques a la legislació europea per garantir que poden ser efectivament adoptades a la legislació nacional.
A efectes de facilitar el funcionament de les institucions de la UE amb un nombre d'estats més elevats del previst inicialment, el Tractat de Niça (2003) va realitzar els ajusts necessaris a les normes comunitàries, especialment en termes de nombre de representants dels Estats membres dintre de les institucions, el funcionament intern de les mateixes institucions i les majories qualificades necessàries per complir les decisions sobre les matèries delegades pels Estats membres de la Unió Europea.
Amb la paralització soferta pel blocatge del procés de ratificació de la Constitució Europea i del Tractat de Lisboa, el procés d'adhesió de nous països va quedar blocat. Però des que va entrar en vigor el Tractat de Lisboa, l'1 de desembre de l'any 2009, es va desblocar el procés d'adhesió dels candidats a ésser nous membres, alhora que s'estan revisant els criteris d'adhesió.

## Candidats a l'adhesió

### Candidats oficials
Els cinc països actualment candidats oficials a formar part de la UE són Turquia (des de 2004), Macedònia del Nord (des de 2005), Islàndia, i Montenegro (des de 2010), i Sèrbia (des de 2012). Un informe de la Comissió Europea d'octubre de 2009 va valorar positivament a Croàcia i la llavors coneguda com a Antiga República Iugoalava de Macedònia per a una futura ampliació, però va instar a endarrerir el procés amb Turquia.
- Turquia

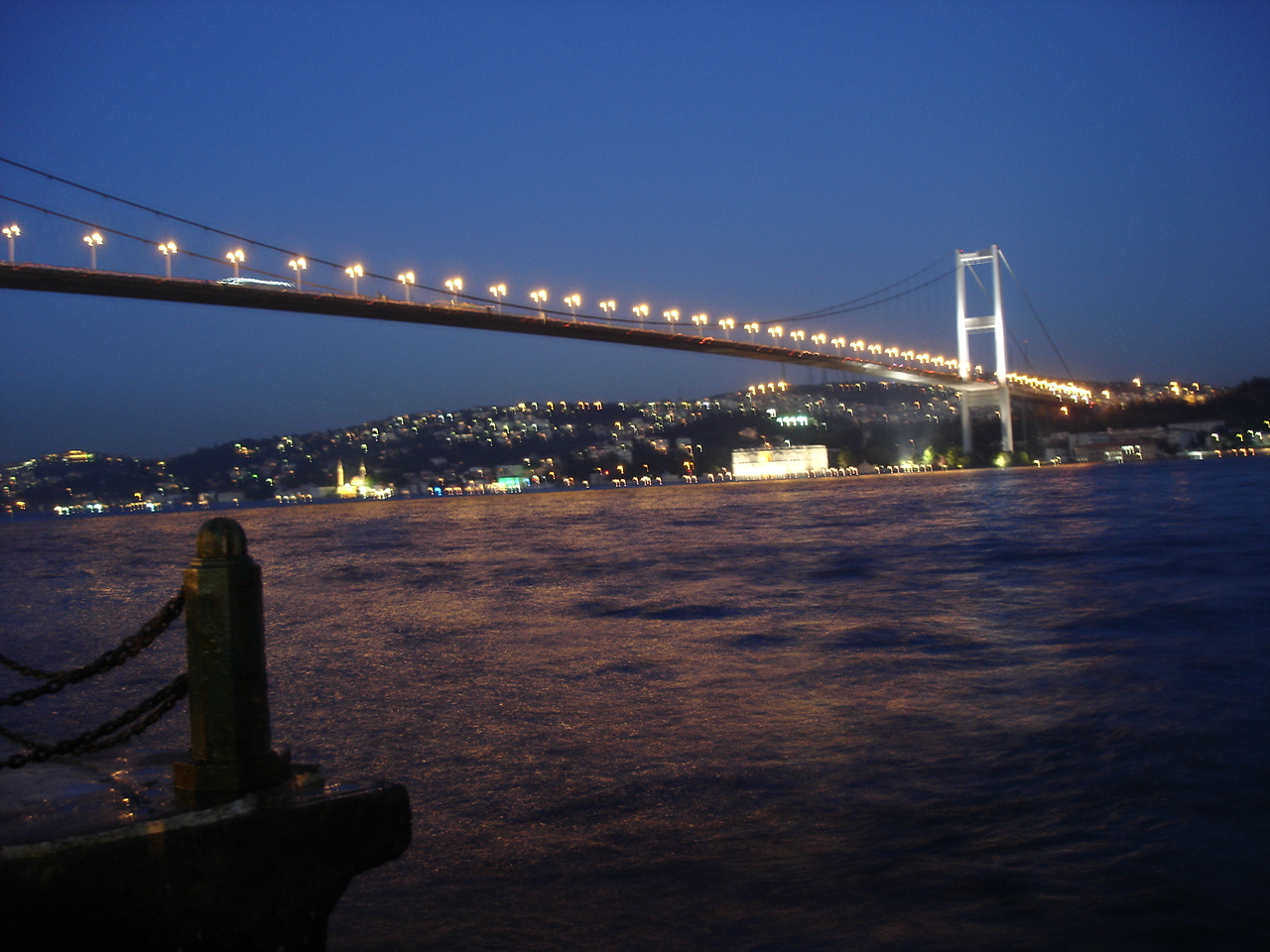
Pont del Bòsfor (Istanbul).

El 6 d'octubre de 2004, la Comissió Europea va donar el vistiplau a Turquia i va recomanar el Consell de la Unió Europea iniciar negociacions per a l'ingrés de Turquia a la UE. El 29 d'octubre del mateix any, els membres del consell de la UE, van signar a Roma el Tractat pel qual s'establix una Constitució per a Europa, el projecte de la qual havia estat aprovat el 18 de juny anterior. El president de Turquia Recep Tayyip Erdoğan va signar en representació del seu país. El 3 d'octubre de 2005 es van iniciar formalment les negociacions encara que com ocorria anteriorment amb l'actual Macedònia del Nord, Turquia ha de resoldre conflictes territorials amb Grècia i admetre la seva culpabilitat en el Genocidi Armeni. Un altre problema prové del conflicte diplomàtic turc-xipriota, que s'espera que es resolgui en el moment en què les dues comunitats que viuen a l'illa de Xipre, grega al sud (República de Xipre) i turca al nord (República Turca del Nord de Xipre), arribin a un acord que possibiliti la seva fusió en una federació.
Després d'una aturada a les negociacions a causa de problemes interns del país, Turquia continua realitzant importants reformes que possibilitin la seva entrada definitiva a la UE com més aviat millor. Així mateix, s'han evidenciat canvis significatius en la seva constitució que afavoreixen la llibertat d'impremta, religiosa i respecte a les minories.
El gener de 2009, el primer ministre turc va demanar a la unió que alleugerís les negociacions i que obrís nous capítols, com l'energètic, bàsic per a l'estratègia europea d'aconseguir gas del Caspi. Es referia al Projecte Nabucco, gasoducte que transcorrerà per Turquia i traslladarà el gas àzeri cap a Europa.
- Macedònia del Nord

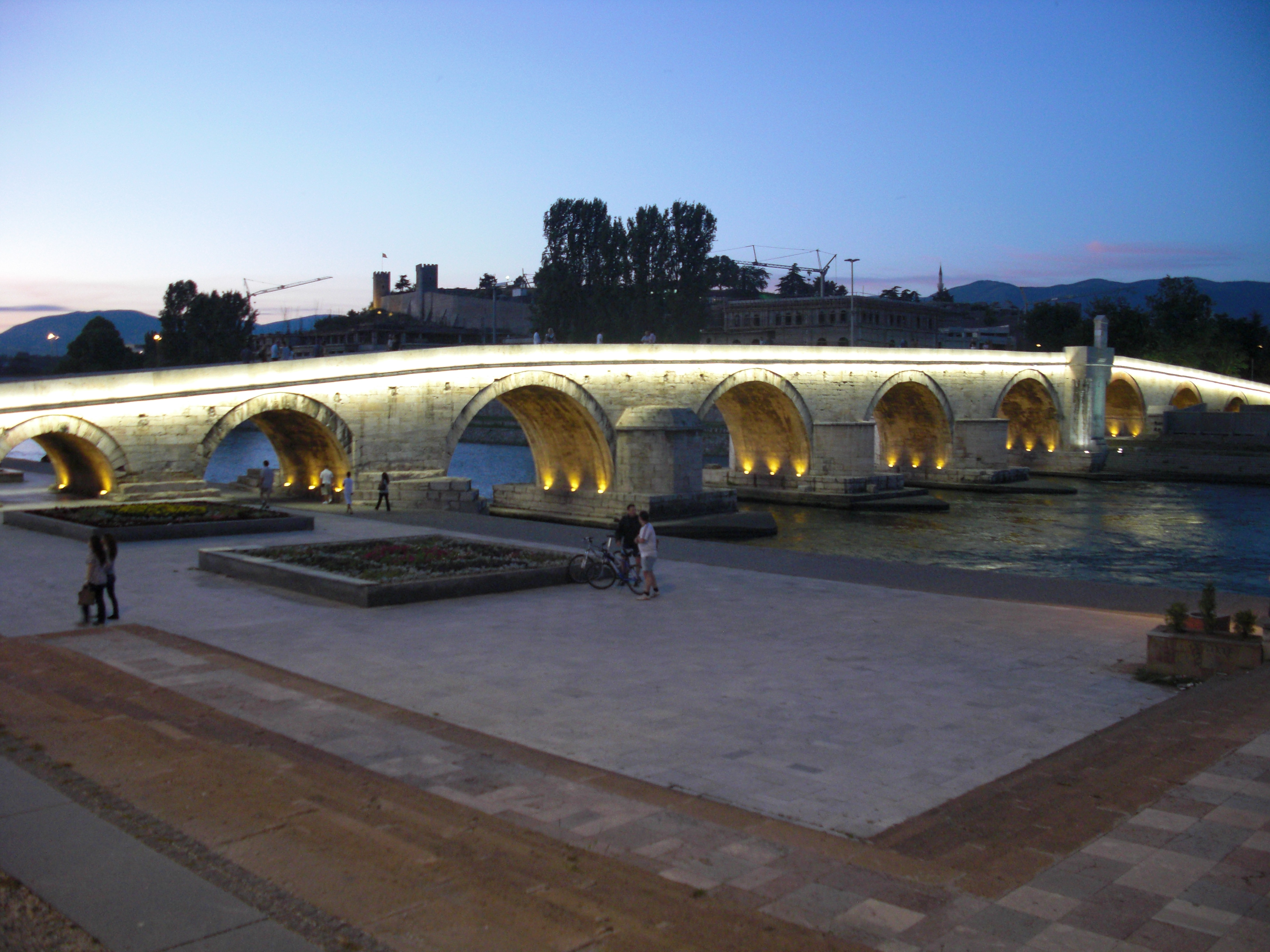
Pont de pedra (Skopie), Macedònia del Nord

Macedònia del Nord va obtenir al desembre de 2005 l'estatus de candidat oficial després d'haver-ho} sol·licitat formalment el gener de 2004, tot i que les negociacions no han començat encara. Aquest país havia de resoldre les seves amb Grècia abans que es pogués arribar a una decisió sobre el seu ingrés a la UE.
Els últims anys es van intentar una sèrie de negociacions per a la resolució de la disputa, inclosa la cimera de l'OTAN de 2008 a Bucarest. Tanmateix, aquests intents de resoldre el conflicte van fracassat i van impedir l'ingrés del país a l'OTAN, i la congelació de les negociacions per a l'adhesió d'aquest país a la UE a causa d'objeccions per part de Grècia. No obstant això, el 2018, diplomàtics de Grècia i l'Antiga República Iugoslava de Macedònia van signar l'Acord del Prespa, pel qual el país exiugoslau passaria a anomenar-se Macedònia del Nord des de 2019, fet que va posar fi a la disputa sobre el nom de Macedònia.
L'operació «Concòrdia» a Macedònia (avui, Macedònia del Nord) desenvolupada el 2003 va ser la primera operació militar realitzada per la UE. Després del final d'aquesta operació, les autoritats macedònies van sol·licitar a la UE la posada en marxa d'una operació policíaca denominada «Pròxima», que té per ordre assegurar una missió de consell a favor del desenvolupament de serveis de policia professionals a Macedònia del Nord, sota les normes europees.
- Islàndia

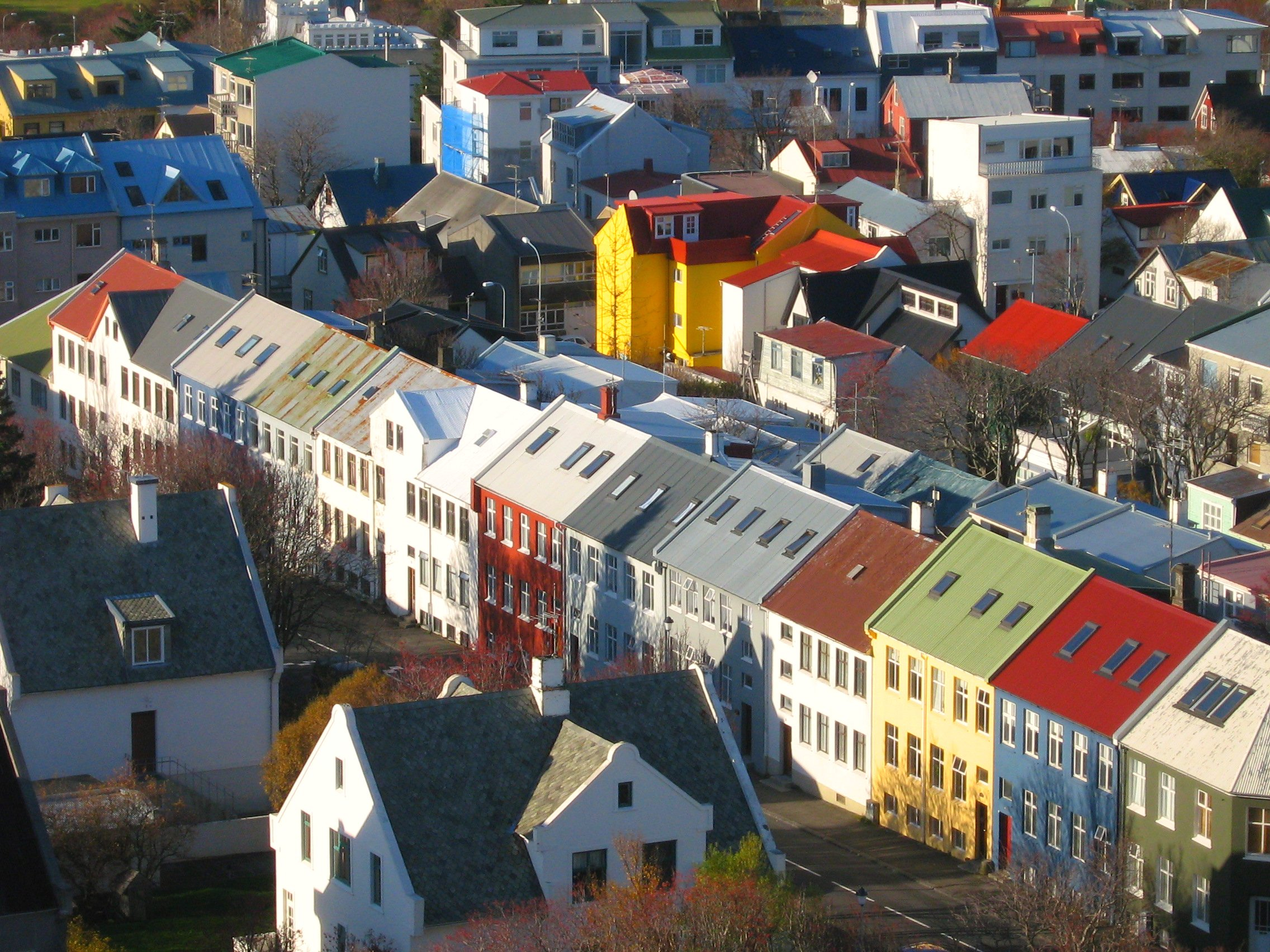
Reikiavik, Islàndia.

El govern d'Islàndia va sol·licitar al seu congrés nacional del mes de maig de 2009, el consentiment per poder iniciar converses per a la seva possible adhesió amb la Unió Europea. A propòsit d'aquesta sol·licitud, el dia 16 de juliol de 2009, el parlament d'Islàndia va admetre presentar formalment a la Unió Europea, la seva sol·licitud d'adhesió. La votació al parlament va ser de 33 vots a favor, enfront de 28 vots en contra. Així, el govern islandès va formalitzar el 23 de juliol del 2009 la seva sol·licitud d'iniciar els tràmits per integrar-se en la UE, a Estocolm.
El 24 de febrer de 2010, la Comissió Europea va recomanar iniciar les negociacions amb Islàndia per a la seva adhesió a la Unió Europea, per considerar que comparteix els valors comuns del bloc com a democràcia, estat de dret i respecte als drets humans. Pel que el Consell Europeu, celebrat a Brussel·les el 17 de juny de 2010, va acordar l'obertura de les negociacions amb Islàndia per a la seva adhesió a la Unió Europea.
Així, tant el govern islandès com la Comissió Europea estan especulant cap a l'any 2013 com a data de la possible adhesió d'Islàndia a la UE, al mateix temps que Croàcia (que entrarà l'1 de juliol de 2013). Així la Unió Europea passaria a estar formada per 29 països, mentre que seguirien a l'espera Turquia, Montenegro i Macedònia del Nord.
Abans de la crisi financera de l'any 2008, la possibilitat d'incorporar-se a la UE era àmpliament rebutjada a causa de la por de perdre el seu alt nivell de vida i recursos pesquers. Islàndia ha estat un dels països més perjudicats per la crisi econòmica i financera mundial, fet que ha portat els ciutadans de l'illa a replantejar-se el fet d'adherir-se al projecte europeu. La seguretat que oferiria pertànyer a un mercat tan ampli i sobretot, l'ús de la moneda comuna, l'euro, ha provocat que, segons les últimes enquestes, la majoria d'islandesos estarien actualment a favor d'una possible entrada a la Unió Europea. Pertany a l'Associació Europea de Lliure Comerç, la qual haurà d'abandonar si s'adhereix a la UE, i a l'Espai Econòmic Europeu, i, per tant, manté estretes relacions econòmiques amb la UE.
- Montenegro

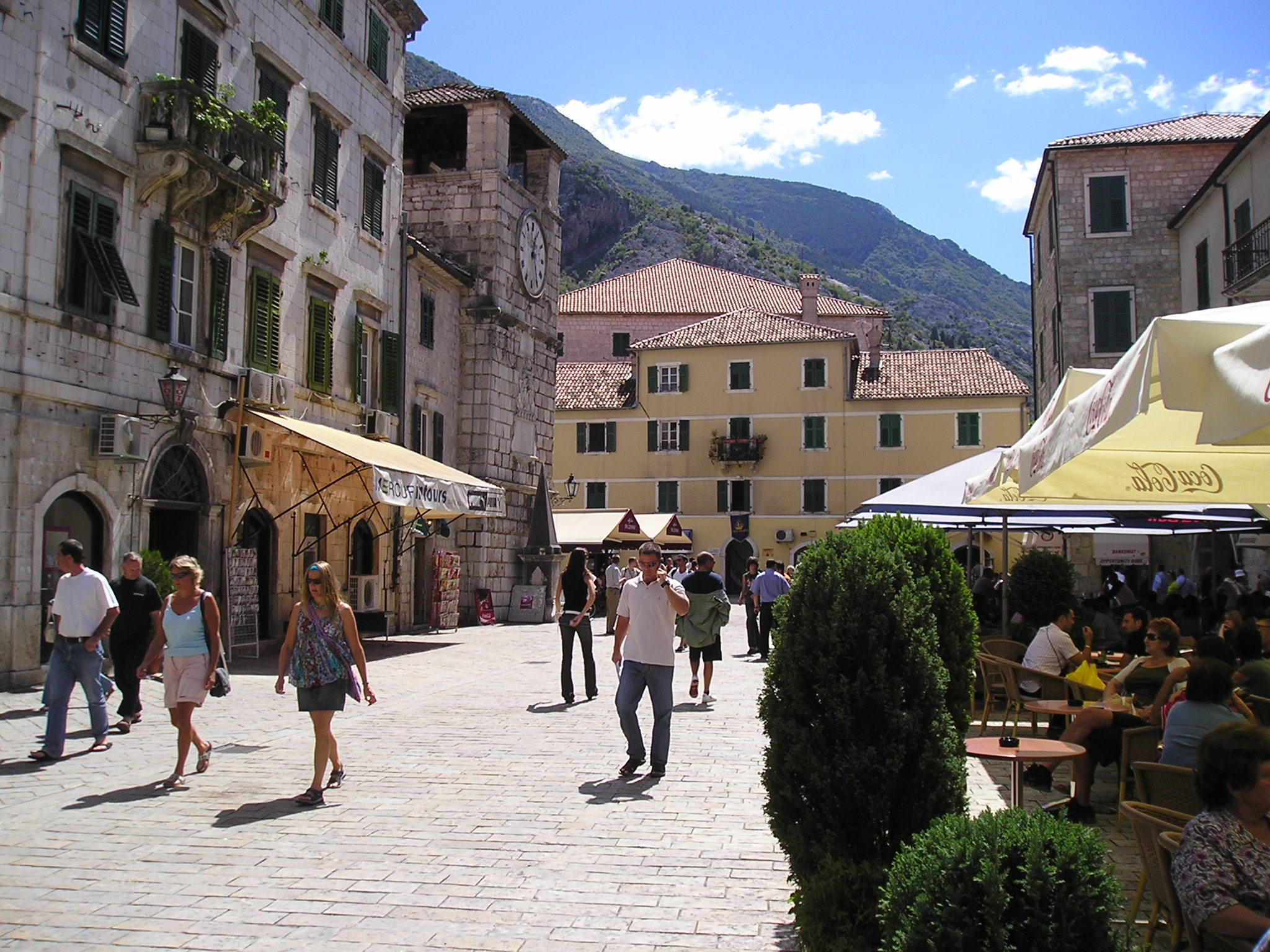
Kotor, Montenegro.

La Unió de Sèrbia i Montenegro va començar el procés d'accés a la Unió Europea al novembre de 2005, quan van començar les negociacions sobre un Procés d'Estabilització i Associació. Al maig de 2006, Montenegro va votar per la seva independència en el Plebiscit montenegrí de 2006, amb el qual es va separar de Sèrbia. Sèrbia va continuar amb les negociacions existents fins aleshores, mentre que el nou estat va començar noves negociacions per separat al setembre de 2006. L'acord va començar el 15 de març de 2007 i va seroficialment ratificat el 15 d'octubre del mateix any. Oficialment, Montenegro va demanar l'accés a la UE el 15 de desembre de 2008. El 23 d'abril de 2009, el Consell va invitar a la Comissió Europea a emetre la seva opinió sobre la sol·licitud. Montenegro seria aleshores sotmesa a una sèrie de preguntes en un qüestionari. L'opinió de la Comissió seria després transmesa al consell durant el curs de 2010.
El 17 de desembre de 2010 Montenegro va rebre l'estatus de país candidat a l'adhesió, informació que va fer aleshores pública el president del Consell Herman Van Rompuy.
- Sèrbia

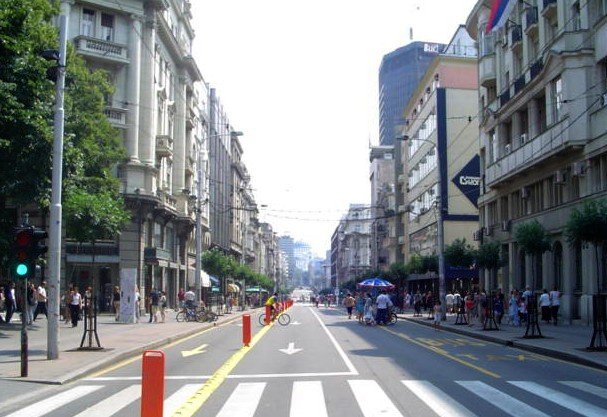
Belgrad, Sèrbia.

L'actual govern europeista en el comandament del país després de les últimes eleccions generals al maig de 2008 afavorirà les relacions de fluïdesa per aconseguir com més aviat l'estatus de país candidat. Això es va poder comprovar amb l'entrega al Tribunal Penal Internacional per a l'antiga Iugoslàvia de diversos dels homes més buscats després de la devastadora guerra que va posar fi a l'antiga Iugoslàvia, com Slobodan Milošević o Radovan Karadžić. Per aconseguir aquest estatus de candidat, hauran de continuar cooperant en aquest àmbit i lliurar a la resta de criminals de guerra, així com resoldre problemes recents com el de la independència unilateral d'una de les seves províncies, Kosovo.
D'altra banda, des del 19 de desembre de 2009, els ciutadans serbis no requereixen visat per a estades de menys de tres mesos als països membres de l'Espai Schengen. El govern de Belgrad va presentar la seva sol·licitud d'ingrés a la Unió Europea de manera oficial el 22 de desembre de 2009, sota la presidència rotatòria de Suècia en el Consell. Finalment, el 2 de març del 2012, els caps d'Estat i de Govern de la UE van concedir a Sèrbia l'estatus oficial de país candidat a l'adhesió.

### Candidats potencials
Actualment són candidats potencials, dos països dels Balcans occidentals, Albània i Bòsnia i Hercegovina, així com el territori de Kosovo, l'estatus del qual es troba disputat, d'acord amb allò que es disposa a la resolució 1244 del Consell de Seguretat de les Nacions Unides.
Això suposa que a més a més de Croàcia, Montenegro, Sèrbia i Macedònia del Nord, d'altres països creats a partir de la dissolució de la República Federal Socialista de Iugoslàvia, així com Albània tenen possibilitats d'adherir-se a la UE, sempre que les seves economies prosperin i se solucionin els seus conflictes ètnics. Pel que fa a Kosovo, la diferent actitud dels països membres respecte a la seva declaració d'independència dificulta la seva eventual entrada a la Unió Europea.

#### Països que han presentat la seva candidatura
- Albània

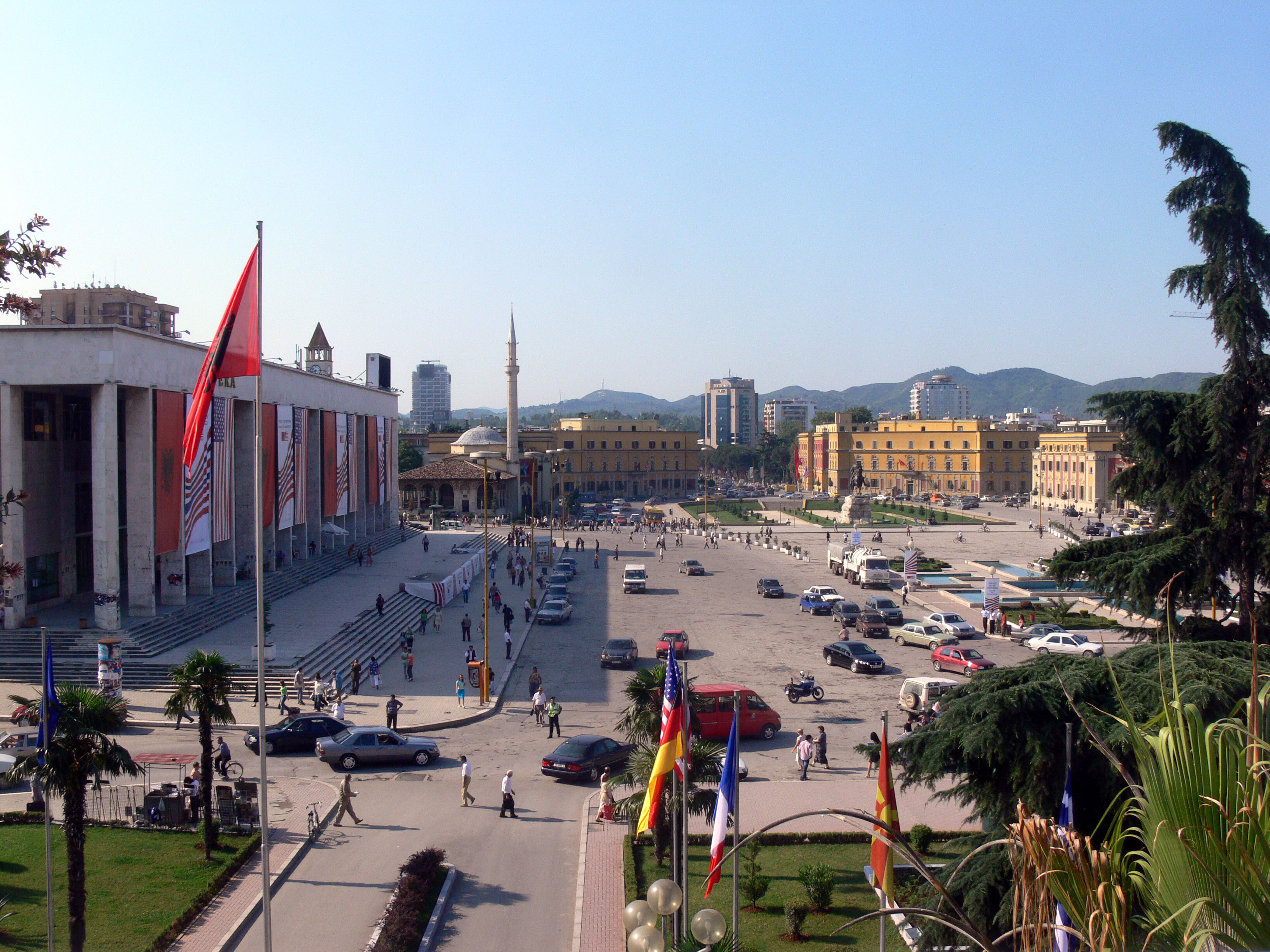
Tirana, Albània.

Albània va ser el primer dels països Candidats Potencials oficialment reconeguts per començar les negociacions de l'Acord d'Estabilització i Associació el 2003. Això va ser acordat satisfactòriament i signat el 12 de juny de 2006, completant-se el primer pas principal cap a l'adhesió d'Albània a la UE.
Des de l'any 2008 Albània ja és membre de l'OTAN, i això era un dels seus grans objectius, i ara pretén seguir el mateix exemple amb la UE, per la qual cosa Albània va sol·licitar oficialment la seva candidatura a la UE el 28 d'abril de 2009, abans de les eleccions legislatives nacionals.
El seu principal repte és posar fi al crim organitzat i la corrupció, així com millorar el sistema judicial. També serà molt important la seva posició respecte al cas kosovar, ja que la majoria ètnica a Kosovo és l'albanesa.

#### Països i entitats que no han iniciat els tràmits
- Bòsnia i Hercegovina

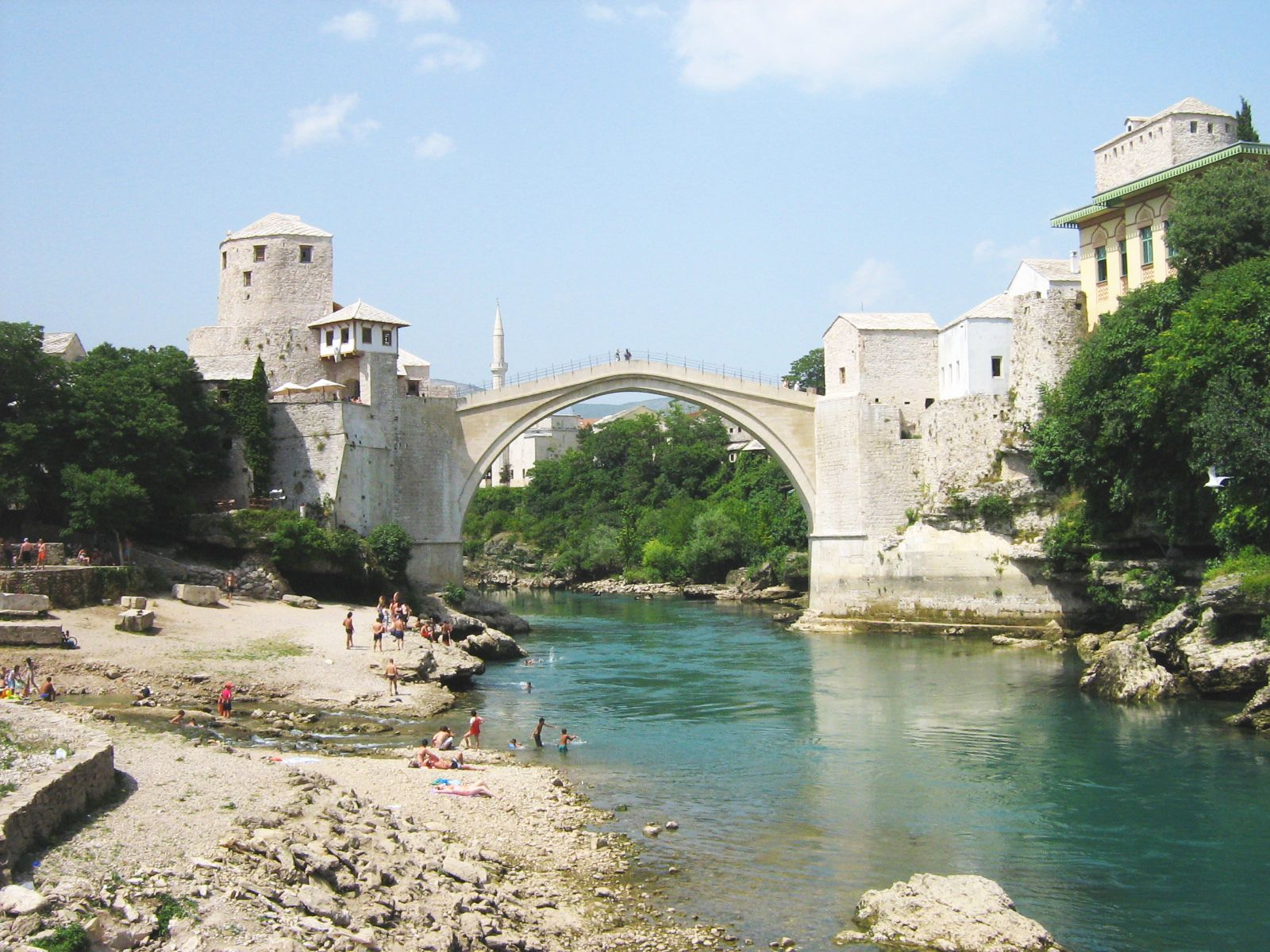
Pont vell de Mostar, Bòsnia i Hercegovina.

Aquest país ja ha mostrat el seu interès a pertànyer al grup europeu, encara que l'adhesió de Bòsnia i Hercegovina a la Unió Europea s'enfronta a molts problemes econòmics i polítics, i això comportarà que el país porti a terme grans reformes en el seu sistema econòmic, polític i judicial. Estant el seu principal repte integrar en un mateix projecte d'estat, totes les ètnies del país: bosnians musulmans, bosniocroats i serbis de Bòsnia, entre d'altres.
Però, la UE exigeix una major col·laboració entre ètnies per poder ingressar en la Unió. Per fer-ho, entre altres coses, es van unificar les forces de seguretat, ja que els serbis posseïen cossos separats dels bosniano-croats. Gràcies a la reforma de la policia bosniana la Unió Europea i Bòsnia Hercegovina van signar un Acord d'Estabilització i Associació, el desembre de 2007, el qual va significar el primer pas de Bòsnia cap a la integració europea.
Així, la nació ha realitzat progressos lents però segurs, inclosa la cooperació amb el Tribunal de crims de guerra de La Haia.
- Kosovo (MINUK)

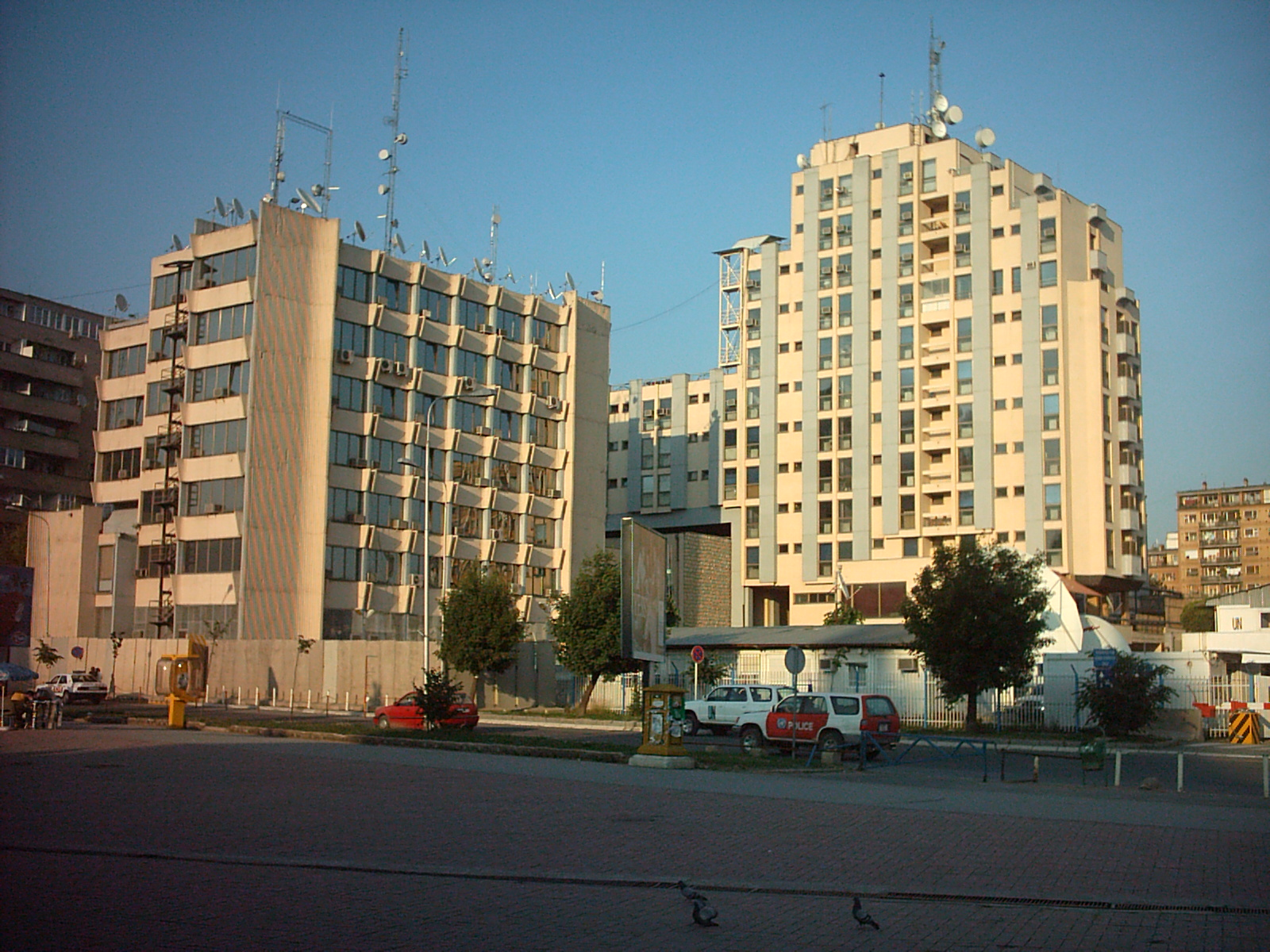
Torres de la MINUK a Pristina, Kosovo.

L'any 2002, la Comissió Europea va començar el Mecanisme de supervisió de l'estabilització i el procés d'associació (SMT a les seves sigles en anglès) amb el Kosovo administrat per les Nacions Unides. Aquest mecanisme és un calc de l'Associació Oriental empleat per la Unió per monitorar les reformes als països que han mostrat el seu interès a unir-se a la UE. Després d'una sèrie de reunions frustrades entre les autoritats sèrbies i kosovars, el govern provisional kosovar va declarar la independència de Kosovo de Sèrbia el febrer de 2008 sota la denominació de República de Kosovo, que va ser reconeguda per 22 dels 27 països membres de la UE, als quals la Unió va donar la llibertat per reconèixer o no la independència kosovar. La Unió es refereix oficialment al territori sota la denominació Kosovo sota la Resolució 1244 del Consell de Seguretat de les Nacions Unides, no reconeixent formalment l'autodenominada República de Kosovo ni la seva secessió de Sèrbia. Les autoritats de la Unió han ratificat en nombroses ocasions que el futur de Kosovo passa per la seva adhesió a la Unió Europea, encara que la divisió dels estats membres respecte a la declaració d'independència kosovar dificulta l'acord sobre quina forma hauria de prendre l'eventual adhesió de Kosovo a la Unió Europea.

### Candidats que han paralitzat els tràmits
- Suïssa

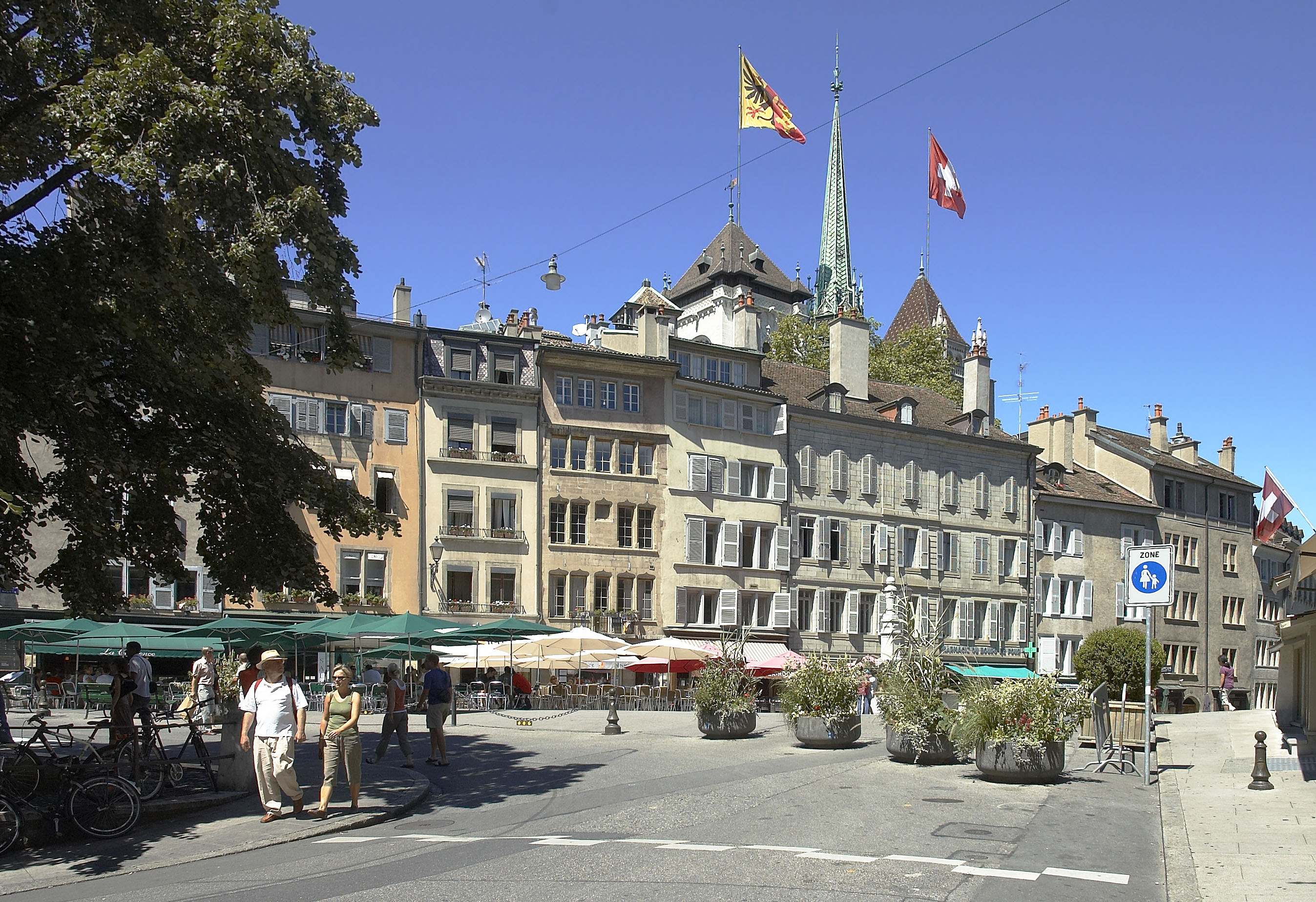
Plaza Bourg-de-Fou (Ginebra), Suïssa.

Suïssa va començar les negociacions amb la CEE per al seu ingrés, però aquestes van quedar paralitzades després d'un referèndum el 1992. Les negociacions han tornat a ésser rebutjades pels suïssos algunes vegades (últim referèndum celebrat el 4 de març de 2001). Es creu que la temor de la pèrdua de neutralitat i independència és el problema clau en contra de l'ingrés. El govern federal suís ara com ara s'ha limitat a signar acords específics amb la UE pel que fa al lliure trànsit de persones i treballadors.
Suïssa, com a membre de l'Associació Europea de Lliure Comerç (AELC), també tenia dret a entrar a l'Espai Econòmic Europeu, però després del vot negatiu dels ciutadans en un referèndum, Suïssa no va ratificar l'acord. Actualment les relacions d'aquest país amb la UE estan regides per un conjunt de tractats bilaterals. Actualment és membre de l'espai Schengen des de novembre de 2008.
- Noruega

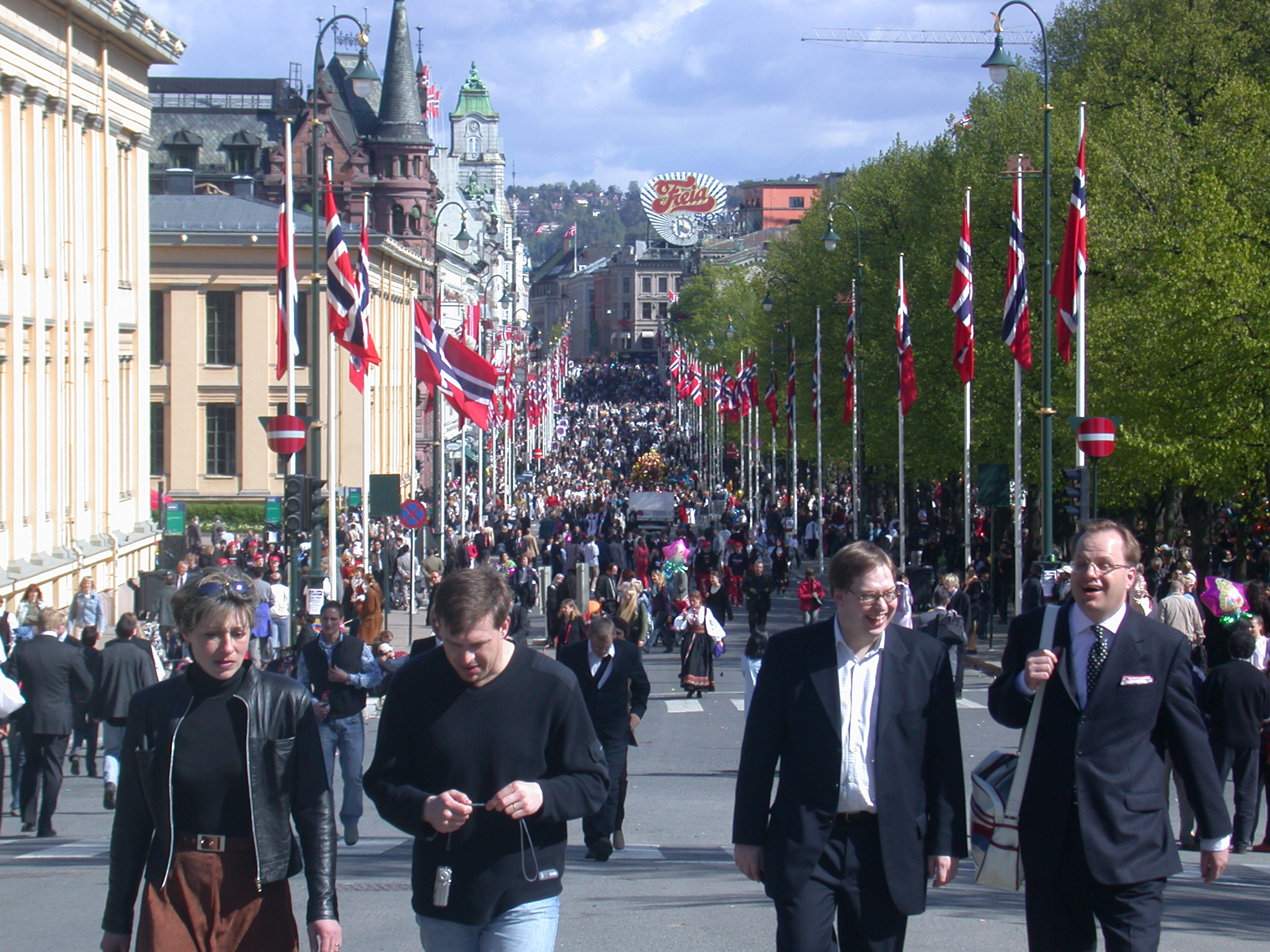
Carrer Karl Johans (Oslo), Noruega.

Noruega és refractari a l'ingrés a la UE entre altres motius perquè desitja mantenir el control dels seus recursos pesquers a les seves aigües territorials així com el seu alt nivell de vida. Noruega ha sol·licitat l'admissió a la CEE i a la UE en dues ocasions (sent rebutjada en referèndum local ambdues vegades).
Encara que no és un Estat membre de la Unió, és en efecte, necessari per adoptar prop del 20% dels actes jurídics de la Unió Europea a causa de la seva participació en l'Espai Econòmic Europeu (EEE), mitjançant l'Associació Europea de lliure comerç (AELC). A més a més, Noruega ha decidit participar en molts dels programes, institucions i activitats. Un dels temes més dominants i divisoris a Noruega del debat polític i econòmic des de la Segona Guerra Mundial ha estat la decisió sobre l'adhesió d'aquest país a la UE.

## Resta d'estats europeus

### Comunitat d'Estats Independents

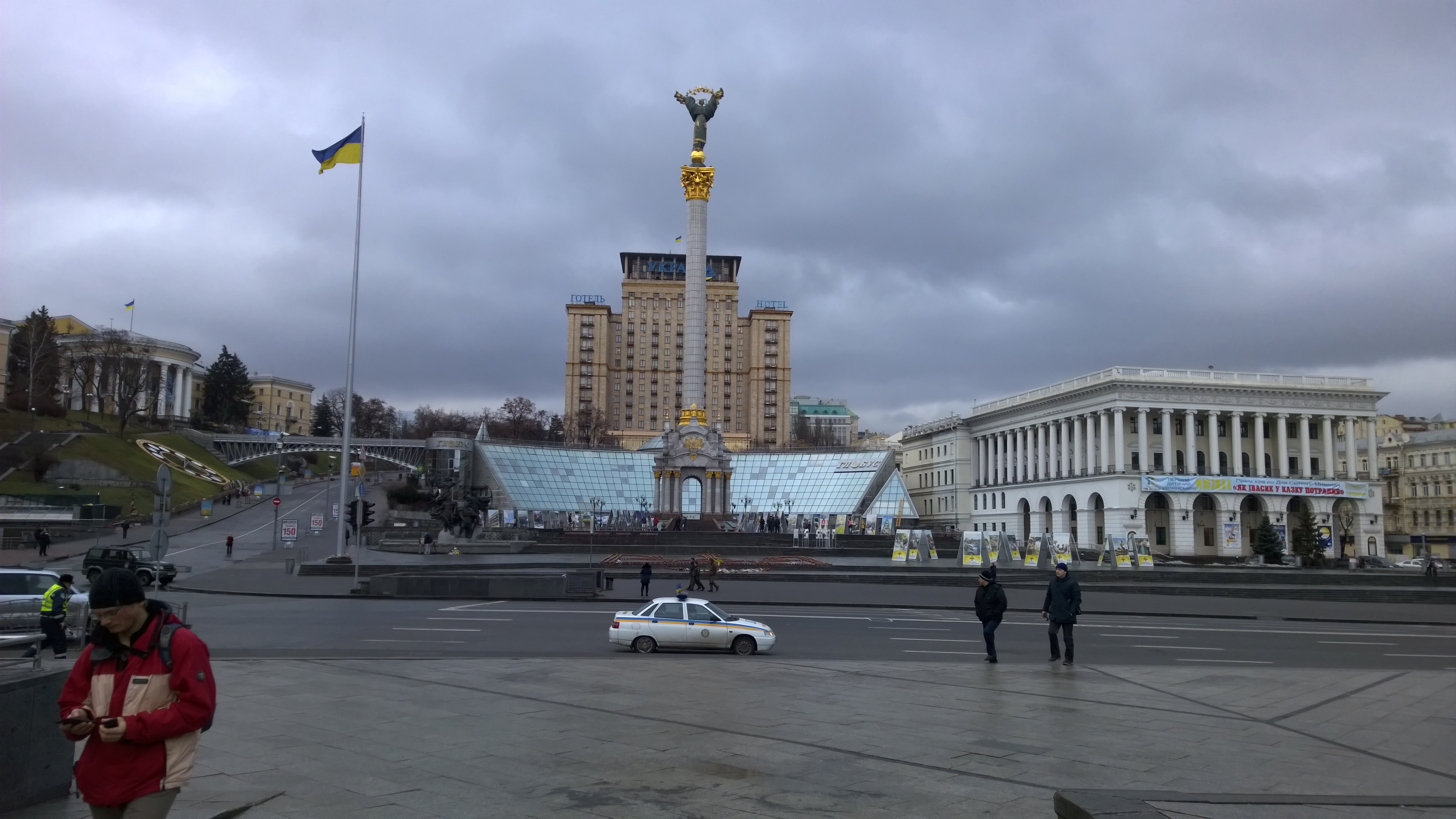
Kíev, Ucraïna.

Possiblement Rússia no podrà ingressar a la UE, almenys durant les properes dècades, perquè la seva importància suposaria un greu contrapès que desequilibraria el balanç intern de la Unió, i la seva diferent orientació econòmica i industrial. Belarús amb el seu sistema proper a Rússia, romandrà probablement fora de la UE.
Els nous governs d'Ucraïna i Moldàvia, han anunciat els seus camins d'acostament a la UE i les seves peticions en el futur d'ingressar a la UE. A més a més, el govern de Romania ha recolzat públicament el seu total suport a la República de Moldàvia perquè aquesta sigui acceptada com a membre integrant de la UE.
Armènia, Azerbaidjan i Kazakhstan han afirmat en moltes ocasions la seva vocació europea, i per a la UE aquests països localitzats en una zona conflictiva, tenen un valor geoestratègic molt important.
- Geòrgia

Geòrgia i la Unió Europea han mantingut relacions des de fa alguns anys. Després d'haver realitzat reformes substancials a Geòrgia, el president Mikheil Sakaixvili ha expressat el seu desig de convertir-se en membre de la Unió Europea com a prioritat a llarg termini. Els seus vincles amb la UE, els Estats Units i l'OTAN, s'han enfortit després d'allunyar-se de l'esfera d'influència russa. Aquest allunyament és a causa de la guerra a Ossètia del Sud (2008) entre Rússia i Geòrgia succeïda l'any 2008, la qual va sobrevenir per les disputes territorials de Geòrgia amb Ossètia del Sud i Abkhàzia. El resultat d'aquesta guerra va ser el reconeixement per part de Rússia de la independència de tots dos territoris, i l'abandonament de Geòrgia de la Comunitat d'Estats Independents, el 18 d'agost de 2009.
Geòrgia és considerat el país més afavorit del Caucas per entrar a la UE, sobretot després de la Revolució de les Roses, encara que les disputes territorials i la corrupció constitueixin els seus principals problemes. Encara que Geòrgia no ha presentat formalment la seva candidatura per entrar a la UE, el president Mikheil Sakaixvili ha manifestat que el país estaria preparat en un termini de tres anys més.

### Microestats

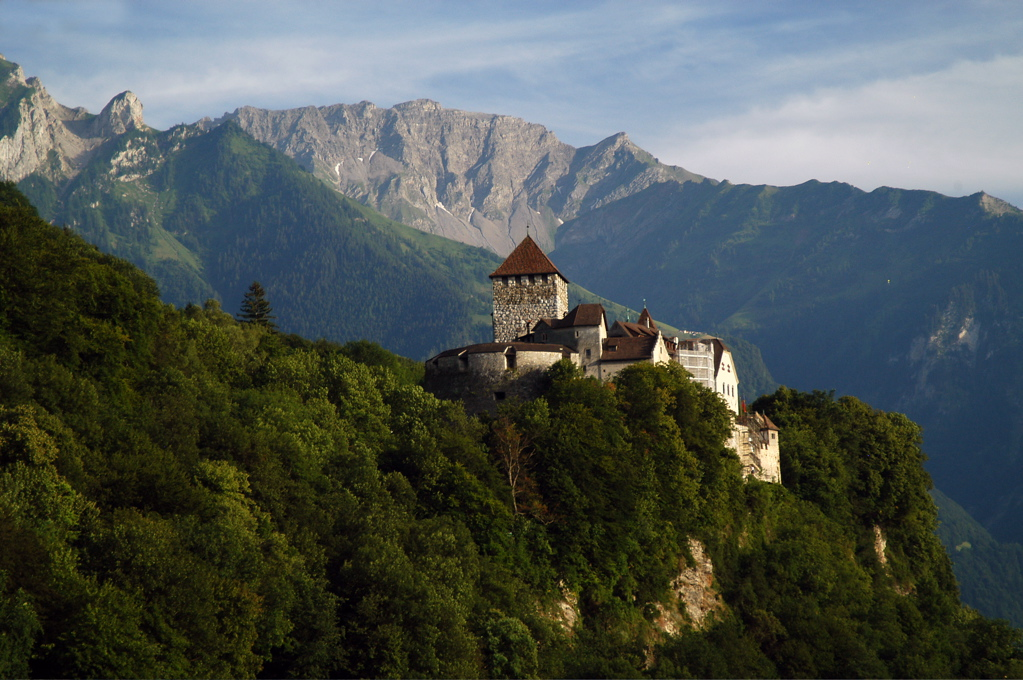
Residencia del príncep, (Vaduz), Liechtenstein.

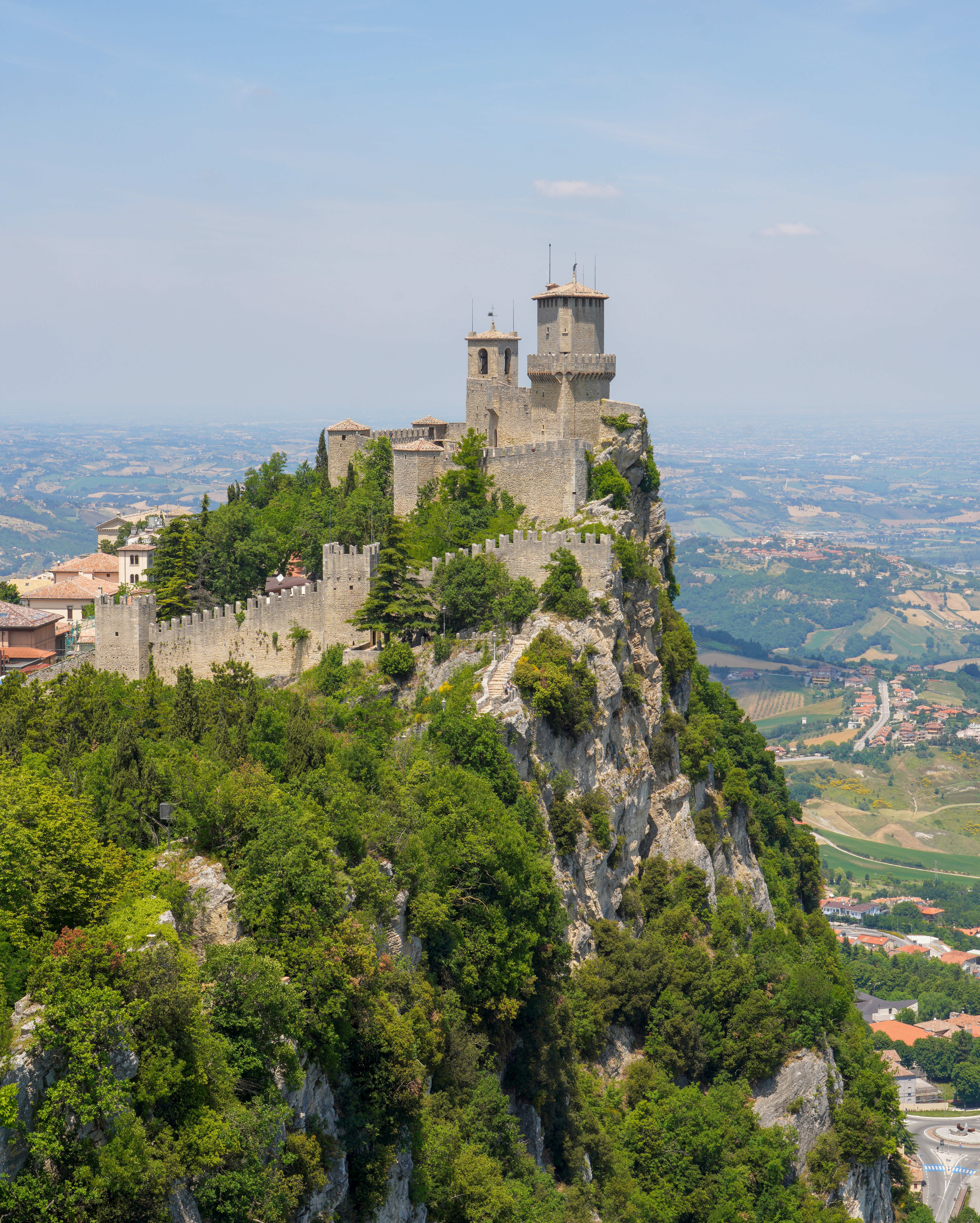
Antigues muralles i castell de la Ciutat de San Marino, San Marino.

A part de Malta, el qual ja és membre de la Unió Europea, cap més microestat europeu (Andorra, Liechtenstein, San Marino, Ciutat del Vaticà i Mònaco) ha sol·licitat el seu ingrés a la UE.
Aquests estats Europeus són integrables en la UE en vista dels requisits que se li imposen a qualsevol estat europeu que sol·liciti l'adhesió (basant-se en l'article 49 del Tractat d'Amsterdam) i que no són altres que els definits pels Consells Europeus de Copenhaguen de juny de 1993 i de Madrid de desembre de 1995. Ja que des del punt de vista dels criteris de Copenhaguen sobre respecte a la democràcia i a l'economia de mercat, els microestats europeus poden acceptar aquests principis i la seva corresponent plasmació reglamentària sense greus problemes.
Andorra va donar a conèixer en el mes de desembre de 2009, el seu interès de formalitzar una possible candidatura per pertànyer a la UE, sempre que es respectés tant la seva història com la seva llengua, el català. Això ve pels problemes que pateix la seva economia, els quals han propiciat una profunda reforma en el seu sistema econòmic, igual que a Islàndia.
Actualment una de les principals relacions d'alguns d'aquests Estats amb la Unió és l'euro, ja que amb l'entrada en vigor de l'euro la UE va tornar a definir les relacions monetàries amb els Estats veïns que no tenien moneda nacional i usaven les monedes alguns dels Estats membres de la zona euro, és a dir, Mònaco, San Marino i El Vaticà. A causa d'això es van realitzar una sèrie de convenis monetaris, els quals han definit les condicions en què aquests Estats poden utilitzar l'euro. Alhora que es va autoritzar aquests Estats a encunyar una certa quantitat de monedes en euros. Pel que fa a Andorra, aquest Estat va sol·licitar la celebració d'un acord monetari similar el 15 de juliol de 2003, encara que porta fent servir l'euro des de la seva introducció l'1 de gener del 2002 sense cap tipus d'acord, ja que anteriorment a Andorra s'usaven els bitllets i monedes francesos i espanyols com a moneda quasi oficial.
Per la seva part Liechtenstein no ha adoptat l'euro, ja que aquest país té una unió econòmica amb Suïssa i utilitza el franc suís com a moneda nacional, però és l'únic microestat (sense contar a Islàndia, per la seva població), que forma part de l'Espai Econòmic Europeu, des de l'1 de maig de 1995, i de l'Espai Schengen, des del 28 de febrer del 2008, en ser membre de l'Associació Europea de Lliure Comerç (EFTA).

## Estats extraeuropeus
- Israel

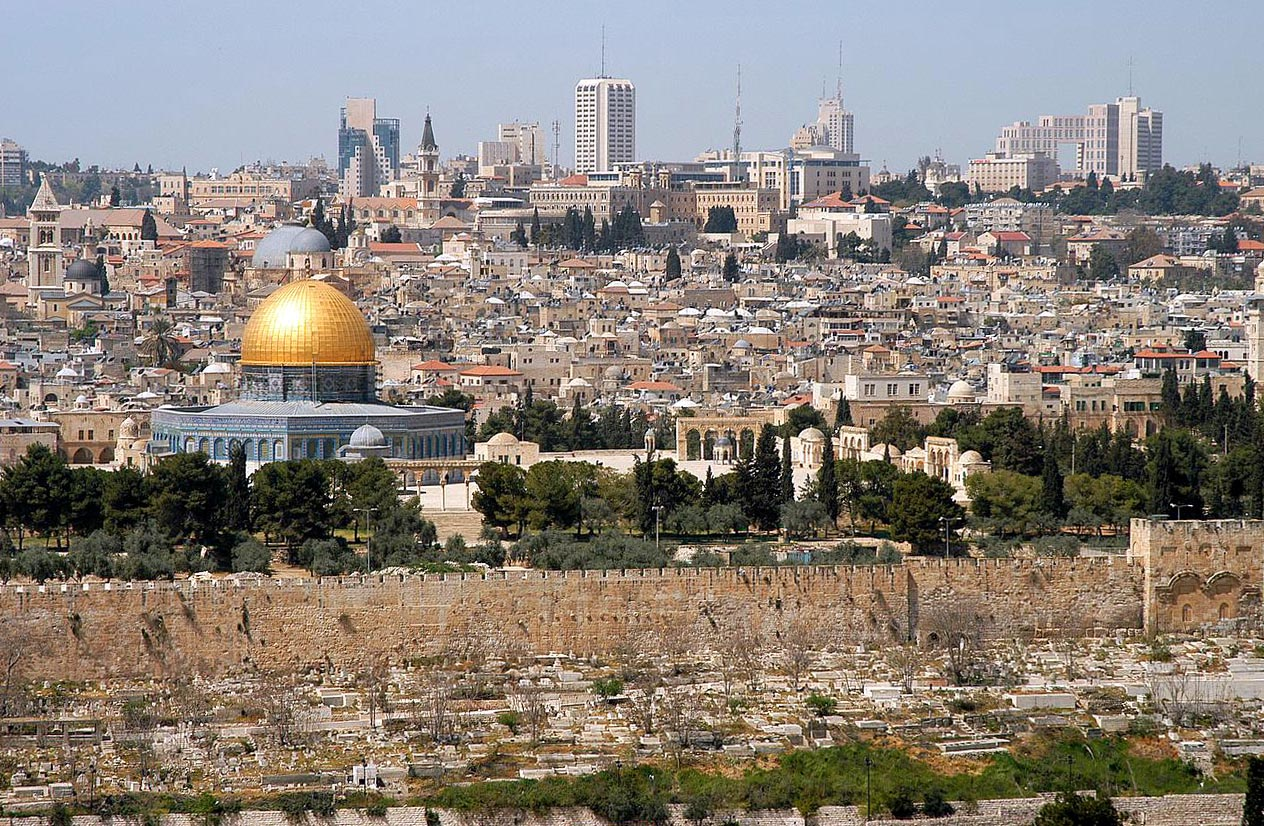
Vista de Jerusalem, Israel

El govern d'aquest estat del Pròxim Orient ha manifestat algunes vegades que no descarta la possibilitat de sol·licitar el seu ingrés a la UE i a l'OTAN. Igual que en el cas del Marroc, la seva situació geogràfica podria contribuir al rebuig de la seva candidatura, que no s'ha plantejat de moment. Però en aquesta possible sol·licitud d'adhesió, la seva relació històrica a Europa podria ésser agent negociador important, ja que alguns mandataris europeus, com l'expresident italià Berlusconi, han declarat en alguna ocasió que el futur d'Israel passa per la seva adhesió a la Unió.
Actualment, l'acord d'associació UE-Israel, conforma el marc legal bàsic que regeix les relacions entre Israel i la Unió Europea, està afermat pels acords euro-mediterranis entre la Unió i els seus afiliats al flanc sud de la mar Mediterrània.
- Marroc

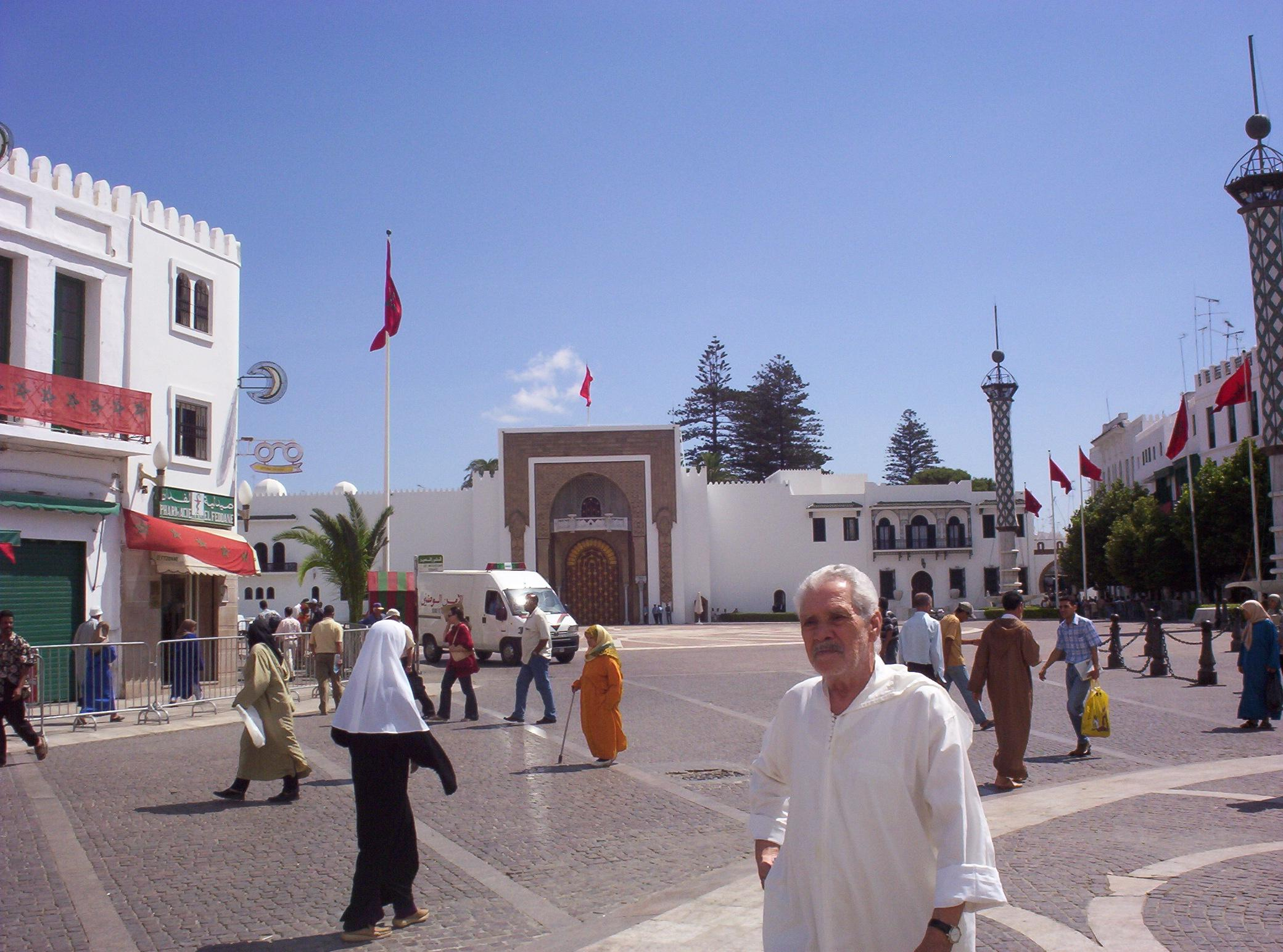
Palau Reial (Tetuan), Marroc.

També part del Magreb, aquest estat ha sol·licitat la seva incorporació a la UE algunes vegades, però s'ha rebutjat, ja que no és considerat un país europeu. A més a més, el Marroc no posseeix un sistema democràtic equivalent al dels països europeus. Encara que també es podria fonamentar el rebuig a la seva possible candidatura a causa dels conflictes amb Espanya sobre els territoris de Ceuta i Melilla reclamats pel Marroc.
Des de l'any 2000, el Marroc va reclamar a la Unió Europea una relació especial, que fos menys que una adhesió –una cosa que no es contempla– i més que una simple associació, que és el vincle que han mantingut durant aquests anys. Aquesta reclamació va veure la llum amb l'Estatut Avançat signat a la fi del 2008, i amb la cimera entre la UE i Marroc, realitzada al març del 2010 a la ciutat espanyola de Granada. La cimera es va realitzar per completar amb continguts l'acord signat amb el país magrebí, perquè pugui anar integrant-se al mercat interior europeu i harmonitzar la seva legislació amb la de la Unió.
- Cap Verd

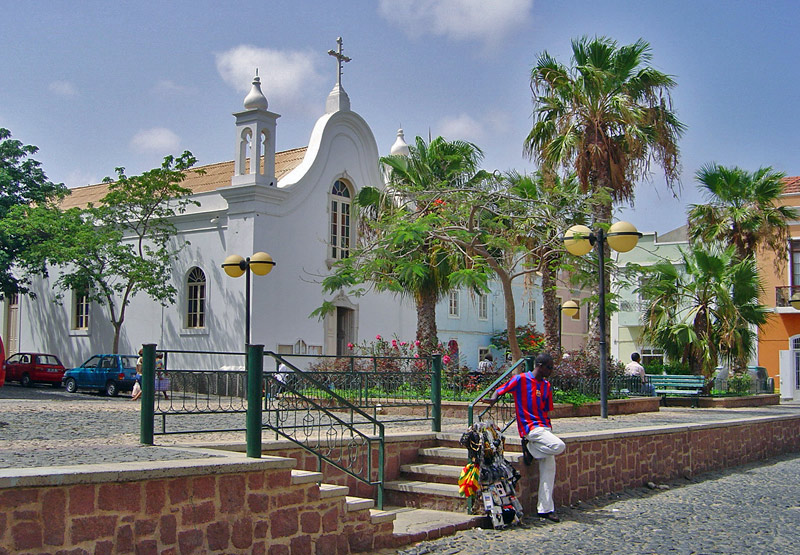
Mindelo, Cap Verd.

Cap Verd és un arxipèlag africà, antiga colònia portuguesa a les costes de l'Atlàntic. Juntament amb les espanyoles Illes Canàries i les portugueses Illes Salvatges, Açores i Madeira formen la zona geogràfica de la Macaronèsia, situada just a la zona central de l'oceà Atlàntic, estant aquest el seu sustent per a la sol·licitud d'adhesió.
Formalment mai no s'ha donat una petició del govern del país per adherir-se a la UE, encara que han existit rumors d'això. Tanmateix, igual que en els casos anteriors, és possible que una candidatura es veiés rebutjada a causa de la situació geogràfica real de les illes, que és l'africana.